# Zahlungsmittel
Als Zahlungsmittel gelten im Zahlungsverkehr übertragbare, einheitliche und zählbare Wertträger, die als Gegenleistung (etwa beim Kaufvertrag) oder als Transferleistung (etwa bei der Schenkung) dienen. Als Wertträger kommen entweder Geld oder geldähnliche Forderungsrechte (Geldsurrogate) in Frage. Zahlungsmittel dienen im modernen Zahlungsverkehr dem zahlungsverpflichteten Schuldner dazu, seinem Gläubiger die aus Vertrag oder Gesetz resultierende Geldschuld rechtswirksam zu tilgen.

## Geschichte
Historisch wurden Edelmetalle wie Gold oder Silber, aber auch Gegenstände wie Muscheln  als Zahlungsmittel eingesetzt. Geld als Zahlungsmittel bestand ursprünglich nur aus Münzen. Bereits im Römischen Reich wurden Gold-, Silber- und Kupfermünzen als Zahlungsmittel eingesetzt. Im Jahre 794 wurde das römische Pfund durch das Karlspfund (408 g) ersetzt. Aus diesem Pfund prägte man 240 Denare zu 1,7 g, von denen 12 auf einen Schilling (Solidus) und 20 Schillinge auf das Pfund gerechnet wurden. Diese Rechenweise blieb in Großbritannien sogar bis zum 15. Februar 1971 erhalten.
Am 30. November 1656 wurde in Schweden die erste europäische Notenbank als „Stockholms Banco“ gegründet, die ab Juli 1661 erstmals in Europa Banknoten emittierte. Sie wurde – wie andere privatwirtschaftlich organisierte und mit Notenprivileg versehene Banken – als Zettelbank bezeichnet. Seit ihrer Verstaatlichung 1668 ist sie die Vorläuferin der heutigen schwedischen Sveriges Riksbank. Die erste deutsche Zettelbank wurde am 17. Juni 1765 von Graf von Reuß in Berlin als Königliche Bank gegründet und am 29. Oktober 1766 mit Notenprivileg ausgestattet. Banknoten besaßen im Vergleich zu Gold- oder Silbermünzen keinen besonderen Materialwert, weswegen man solche Banken als „Zettelbanken“ geringschätzte. Zettel galten als „Papierpest“, Goethe verspottete sie als „teuflische Denkgeburt“.
In Deutschland erschienen die ersten „Bancozettel“ in Köln, ausgegeben von der dort ansässigen „Banco di gyro dʼAffrancatione“, die am 2. März 1705 auf Vorschlag des Pfälzischen Kurfürsten Johann Wilhelm II. gegründet wurde. Schon 1713 urteilte das Reichskammergericht, dass staatliche „banco zetteln“, die in diesem Fall von der kurpfälzischen Bank zu Köln herausgegeben worden waren, als Zahlungsmittel akzeptiert werden müssten.
Die Bank of England führte aufgrund des Bank of England Act vom 6. Juli 1833 erstmals ein gesetzliches Zahlungsmittel ein. Banknoten mussten für Beträge über 5 £ angenommen und von der Bank of England eingelöst werden. Seit 1825 gab es eine wissenschaftliche Auseinandersetzung in England zwischen der Currency School und der Banking School über die Frage, ob Banknoten Geld darstellten oder ob sie als Kreditmittel wie Schecks oder Wechsel anzusehen seien. Die Anhänger der Currency-Theorie beriefen sich auf ein Werk David Ricardos aus 1809, für den der Reichtum an umlaufenden Zahlungsmitteln diese entwertete und eine volle Golddeckung erforderlich sei. Für die Banking School waren Banknoten Kreditzahlungsinstrumente, weswegen eine Golddeckung zu 1/3 ausreichte. Die Einlösepflicht der Bank of England geriet während der Bankenkrise 1839 in Gefahr, weil sie dieser Pflicht nur durch Auslandskredite nachkommen konnte. In Frankreich wurde die Banknote erst 1870 zum gesetzlichen Zahlungsmittel erhoben, bevor die Goldeinlösepflicht 1873 wiederhergestellt war. In Österreich erhielt die am 1. Juni 1816 gegründete Privilegierte Oesterreichische Nationalbank das alleinige Recht, Banknoten als gesetzliches Zahlungsmittel einzuführen.

## Arten
Allgemein wird zwischen  gesetzlichen und sonstigen Zahlungsmitteln unterschieden.

### Gesetzliche Zahlungsmittel
Gesetzliche Zahlungsmittel sind die kraft Gesetzes zur rechtswirksamen Erfüllung von Schuldverhältnissen vorgeschriebenen, in großen Mengen zirkulierenden Banknoten und Münzen eines Staates. Der Staat „hatte durch seine Gesetzgebung […] in der Hand, festzusetzen, was als Zahlungsmittel genommen werden müsse im Tauschverkehr […] womit jeder sich zufrieden geben müsse, wenn er darin bezahlt worden sei.“ Beim gesetzlichen Zahlungsmittel nutzt der Staat seine hoheitliche Aufgabe, die Währung des Staates innerhalb der Währungsverfassung zu bestimmen, zu organisieren und als Zahlungsmittel vorzuschreiben. Der sich daraus ableitende Annahmezwang für Gläubiger kann unbeschränkt sein (bei Banknoten) oder auch administrativ beschränkt werden (in den meisten Ländern besteht bei Münzen ein beschränkter Annahmezwang).

#### Eurozone

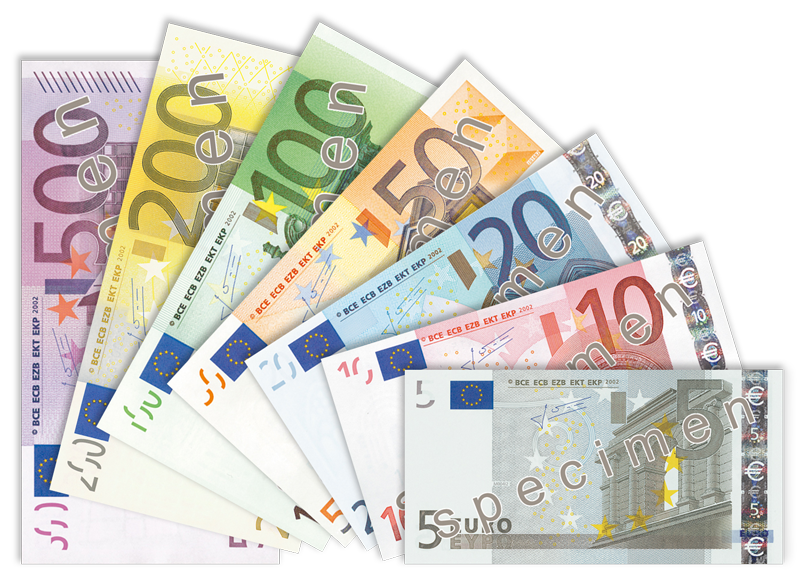
Gesetzliches Zahlungsmittel: Der Euro (erste Serie)

So wird in Art. 128 Abs. 1 AEUV bestimmt, dass die Europäische Zentralbank das ausschließliche Recht hat, die Ausgabe von Euro-Banknoten innerhalb der EU zu genehmigen und zusammen mit den nationalen Zentralbanken zur Ausgabe dieser Banknoten berechtigt ist. Die Delegation des Ausgaberechts an die Deutsche Bundesbank findet sich in § 14 Abs. 1 Satz 1 BBankG wieder. Die Ausgabe von Euro-Münzen obliegt den Mitgliedsstaaten (Art. 128 Abs. 2 AEUV). Art. 128 Abs. 1 verleiht den Euro-Banknoten den Status als gesetzliches Zahlungsmittel, die Euro-Münzen haben diesen Status jedenfalls durch Art. 11 der Verordnung (EG) Nr. 974/98 des Rates verliehen bekommen.
Für den Gläubiger ist in allen Staaten mit dem gesetzlichen Zahlungsmittel ein grundsätzlicher Annahmezwang verbunden (man spricht auch von Annahmepflicht oder schuldbefreiendem Annahmezwang). Er muss EU-weit Eurobanknoten als Erfüllung seiner Geldforderung zum vollen Nennwert akzeptieren, da „die von der Europäischen Zentralbank und den nationalen Zentralbanken ausgegebenen Banknoten die einzigen Banknoten sind, die in der Union als gesetzliches Zahlungsmittel gelten“.
Ausnahmen der grundsätzlichen Annahmepflicht können in privatrechtlichen Verträgen vereinbart werden, da hier grundsätzlich die Privatautonomie gilt. Auch öffentliche Stellen können auf Grundlage mitgliedstaatlicher Regelungen aus Gründen des „öffentlichen Interesses“ Barzahlungsbeschränkungen einführen, sofern insbesondere für Personen ohne Zugang zu Konten Barzahlungsmöglichkeiten erhalten bleiben.
Bei Euro- und Centmünzen ist die gesetzliche Annahmepflicht auf maximal 50 Münzen „beschränkt“: Nach Art. 11 der Verordnung (EG) Nr. 974/98 des Rates ist „mit Ausnahme der ausgebenden Behörde (…) niemand verpflichtet, mehr als fünfzig Münzen bei einer einzelnen Zahlung anzunehmen“.

#### Deutschland
Als Mitglied der Eurozone sind in Deutschland nur Euro-Banknoten und -Münzen gesetzliches Zahlungsmittel, was sich aus den unmittelbar anwendbaren Art. 128 Abs. 1 AEUV für Banknoten resp. Art. 11 der Verordnung (EG) Nr. 974/98 des Rates für Münzen ergibt.
Das deutsche Gesetz kennt allgemein nur die Erfüllung der Geldschulden durch Barzahlung. Sie ist nach traditionellem Verständnis die eigentlich geschuldete Leistung des Geldschuldners und führt daher durch Übereignung des Bargelds zur Erfüllung der Geldschuld. Dem Schuldner ist die Tilgung einer Geldschuld mit anderen Zahlungsmitteln als dem gesetzlichen Zahlungsmittel (z. B. Zahlung in Fremdwährung oder mit Kreditkarte) nur dann gestattet, wenn dies zwischen den Parteien im Rahmen der Vertragsfreiheit vorher vereinbart worden ist. Durch die weite Verbreitung von Girokonten mit der Möglichkeit des unbaren Zahlungsverkehrs kann in Ausnahmefällen eine Barzahlung als Erfüllungsleistung auch ausgeschlossen werden. Das geschieht vertraglich in Arbeits- und Mietverträgen (Lohn/Gehalt und Mieten werden ganz überwiegend unbar gezahlt) und durch Gesetz, etwa in § 224 Abs. 3 Satz 1 AO, § 51 Abs. 1 BAföG, § 117 Abs. 1 Satz 2 ZVG.
Euro-Gedenkmünzen müssen gemäß § 3 Abs. 1 MünzG lediglich in begrenztem Umfang akzeptiert werden. Bei Zahlungen, die nur aus Gedenkmünzen bestehen, müssen Beträge bis 200 Euro akzeptiert werden; erfolgt eine Zahlung sowohl in Euro-Münzen als auch in deutschen Euro-Gedenkmünzen, ist auch hier niemand verpflichtet, mehr als 50 Münzen anzunehmen. Gedenkmünzen, die auf Euro lauten, sind mit Ausnahme der 2-Euro-Münzen nur in den Ausgabeländern gesetzliche Zahlungsmittel.

#### Österreich
Als Mitglied der Eurozone sind auch in Österreich nur Euro-Banknoten und -Münzen gesetzliches Zahlungsmittel, was sich aus den unmittelbar anwendbaren Art. 128 Abs. 1 AEUV für Banknoten resp. Art. 11 der Verordnung (EG) Nr. 974/98 des Rates für Münzen ergibt.
Euro-Banknoten müssen gemäß § 61 Nationalbankgesetz zum Nennwert unbeschränkt angenommen werden. Die Annahmepflicht von Münzen ist dahingehend eingeschränkt, dass Gebietskörperschaften gemäß § 8 Scheidemünzengesetz nur bis zu 100 Stück und alle übrigen Personen bis zu 50 Stück akzeptieren müssen.

#### Schweiz
Nach Art. 2 des Bundesgesetzes über die Währung und die Zahlungsmittel (WZG) ist der Schweizer Franken das gesetzliche Zahlungsmittel in der Schweiz, wie auch auf Franken lautende Sichtguthaben bei der Schweizerischen Nationalbank. Während Franken-Banknoten unbegrenzt anzunehmen sind, beschränkt sich die Annahmepflicht bei Münzen auf 100 Stück (Art. 3 WZG).

#### Andere Staaten
Ähnliche Regelungen über gesetzliche Zahlungsmittel gibt es auch in allen anderen Staaten. Der US-Dollar wird in Title 31 Section 5112 des United States Code als gesetzliches Zahlungsmittel (legal tender) für alle Schulden, öffentliche Gebühren und Steuern bestimmt. Als gesetzliches Zahlungsmittel gelten in den USA zwar auch einige Silber- und Goldmünzen (wie der American Gold Eagle), in der Schweiz das Goldvreneli und in Südafrika der Krügerrand; da jedoch der Kurs dieser Anlagemünzen deutlich über dem aufgeprägten Nominalwert liegt, werden sie tatsächlich nicht als Zahlungsmittel, sondern zur Geldanlage benutzt. Der hohe Kurs hängt einerseits vom hohen Goldgehalt (und damit vom Goldpreis) und andererseits von der relativen Knappheit dieser Goldmünzen ab. Im US-Bundesstaat Utah sind neben dem US-Dollar seit März 2011 auch Gold und Silber ein gesetzliches Zahlungsmittel.
Die von der Bank of England ausgegebenen Banknoten sind nach Chapter 12  Section 1 (2) des Currency and Bank Notes Act vom 10. Februar 1954 legal tender nur in England und Wales. In Schottland existiert pro forma kein gesetzliches Zahlungsmittel in Papierform. Die drei einheimischen schottischen Geschäftsbanken (Bank of Scotland, Clydesdale Bank, Royal Bank of Scotland) besitzen und nutzen das Recht zur Ausgabe eigener, in britischen Pfund denominierter Banknoten.
In Hongkong werden Geldscheine (Hong-Kong-Dollar) seit 1872 nicht von der Zentralnotenbank (es gibt formal keine), sondern von drei Geschäftsbanken ausgegeben (Hongkong and Shanghai Banking Corporation – HSBC, Standard Chartered Bank) und (seit 1994) der Bank of China, was ungewöhnlich und weltweit einmalig ist. Seit dem Currency Ordinance vom 9. November 1935 wurden diese Banken von der Regierungsbehörde Hong Kong Monetary Authority (HKMA) zu „Banken für gesetzliche Zahlungsmittel“ (englisch legal tender banks) deklariert. Die Banknoten können sich je nach Nennwert in Motiv und Farbe unterscheiden, da jede der drei Banken ihr eigenes Design wählen kann. Die HKMA ist damit in Hongkong die tatsächliche (nicht aber rechtliche) Zentralbank, die das Notenprivileg an drei Geschäftsbanken delegiert hat.
Seit dem 7. September 2021 gilt in El Salvador die Digitalwährung Bitcoin neben dem US-Dollar als gesetzliches Zahlungsmittel. Händler müssen demnach Bitcoin als Zahlungsmittel akzeptieren, sofern sie technisch dazu in der Lage sind. Auch Steuern können in der Kryptowährung bezahlt werden. Ein Jahr nach Einführung des Bitcoin als Landeswährung ziehen Beobachter allerdings ein eher ernüchterndes Zwischenfazit: Der Bitcoin werde im Alltag kaum für Transaktionen genutzt, Hoffnungen auf mehr Investitionen hätten sich überwiegend nicht erfüllt. Am 27. April 2022 führte die Zentralafrikanische Republik als zweites Land der Welt ebenfalls Bitcoin als gesetzliches Zahlungsmittel neben dem CFA-Franc ein. Panama arbeitet an einer Zulassung von Krypto-Vermögenswerten, also nicht nur Kryptowährungen, als normales Zahlungsmittel.

### Sonstige Zahlungsmittel
Zu den übrigen Zahlungsmitteln, die allerdings keine gesetzlichen Zahlungsmittel sind, gehört die Verfügung über Buchgeld im unbaren Zahlungsverkehr durch Überweisung, Scheck, Wechsel oder Lastschrift. Weitere Geldersatzmittel sind Kreditkarte, Guthabenkarte oder Reisescheck, im weiteren Sinne auch Wertmarken, Briefmarken, Gutscheine, Schuldscheine oder Kreditbriefe, sofern sie sich als selbständiges Zahlungsmittel in Umlauf befinden. Vorausgesetzt wird also, dass diese einen Anspruch auf Geld verbriefenden Papiere sich als Zahlungsmittel in Umlauf befinden. Der Umlauf beginnt mit dem Begebungsvertrag und der damit verbundenen Übergabe der Urkunde vom Aussteller an den nächsten Inhaber.
In Deutschland werden sie erfüllungsrechtlich als Leistung an Erfüllungs statt (Überweisung) oder Leistung erfüllungshalber (die übrigen Zahlungsmittel) eingeordnet. Sorten und Devisen sind ausländische Zahlungsmittel.

### Neuere Entwicklung
Durch die digitale Revolution entstehen neue Möglichkeiten für Zahlungsmittel. Nach der Weltwirtschaftskrise ab 2007 wurde mit der ersten Kryptowährung Bitcoin ein virtuelles Zahlungsmittel eingeführt, welches durch die direkte peer-to-peer Kommunikation über das Internet vom Zahlungspflichtigen an den Zahlungsempfänger übertragen wird.
In Deutschland ist Bitcoin weder Zahlungsmittel, noch E-Geld, Devisen oder Sorten, allerdings ist es nach der Feststellung der BaFin eine Rechnungseinheit (englisch unit of account), welche in „multilateralen Verrechnungskreisen“ eingesetzt werden kann, und somit Finanzinstrument im Sinne des § 1 Abs. 11 Nr. 7 KWG.
Seit 2020 arbeitet die EZB an der Einführung eines digitalen Zentralbankgeldes (CBDC), des „digitalen Euros“. Er soll ein schnelles und sicheres elektronisches Zahlungsmittel werden, das den Euro für Privatpersonen und Unternehmen in der bestehenden Form als Bargeld und auf Bankkonten ergänzt und vom Europäischen System der Zentralbanken des Euroraums ausgegeben würde. Ob der digitale Euro den Status als gesetzliches Zahlungsmittel erhalten wird, ist aktuell offen, wird von der EZB aber als erstrebenswert angesehen. Ob dafür eine Änderung des EU-Primärrechts notwendig wäre, ist umstritten.

## Zahlungsverhalten in Deutschland
In Deutschland werden 58 % aller alltäglichen Zahlungen bar getätigt. Damit ist Bargeld weiterhin das beliebteste Zahlungsmittel der Deutschen. Dennoch sank die Bargeldnutzung zwischen 2017 und 2020 stark; ein Trend, der sich 2021 wieder etwas abgeschwächt hat. Gründe für den geringeren Bargeldeinsatz sind die Zunahme von Internetkäufen und die steigende Nutzung von kontaktlosen Debit- oder Kreditkarten, wofür unter anderem die Corona-Pandemie ein beschleunigender Faktor war.
Bei den unbaren Zahlungsinstrumenten hat die Girocard (die frühere ec-Karte) die Favoritenrolle deutlich vor der Kreditkarte. Sie wird bei 23 % der Gesamtausgaben eingesetzt, Kreditkarten hingegen nur bei 6 % aller Transaktionen. Internetbezahlmodelle (PayPal, Klarna) gewinnen weiter an Bedeutung, dasselbe gilt für Mobiles Zahlen per Smartphone oder Smartwatch. Krypto-Token spielen weiterhin keine größere Rolle im Einsatz als Zahlungsmittel.
Bei der Wahl des präferierten Zahlungsmittels zeigen sich Alters- und Geschlechtsunterschiede: Bargeld wird nach wie vor verstärkt von älteren Personen genutzt. Den geringsten Barzahlungsanteil am Umsatz haben einer Studie der Bundesbank zufolge Befragte in der Mitte des Lebens, zwischen 35 und 44 Jahren. Im Vergleich zu Männern (28 %) zahlen Frauen nach wie vor einen größeren Anteil ihrer Umsätze bar (32 %). Beliebtestes Zahlungsmittel von Frauen sind allerdings Debitkarten (35 %). Lastschriften/Überweisungen machen einen größeren Anteil im Umsatz von Männern aus (22 %).

## Sonstiges
Nicht in allen Staaten ist die Landeswährung alleiniges Zahlungsmittel. Beispielsweise gibt es in Mittelamerika die Parallelwährung US-Dollar und auf dem Balkan Ende des 20./Anfang des 21. Jahrhunderts zeitweise die D-Mark bzw. den Euro als alleiniges reguläres Zahlungsmittel (z. B. Montenegro). Vor der Einführung des Euro wurde in einigen Ländern Europas die D-Mark als Zahlungsmittel im Geschäftsverkehr akzeptiert. In diesen Schwachwährungsländern gab es und gibt es jedoch offizielle gesetzliche Zahlungsmittel, doch wurden oder werden US-Dollar, DM oder Euro faktisch als zweites Zahlungsmittel anerkannt.